# Antoine Nicolas Duchesne

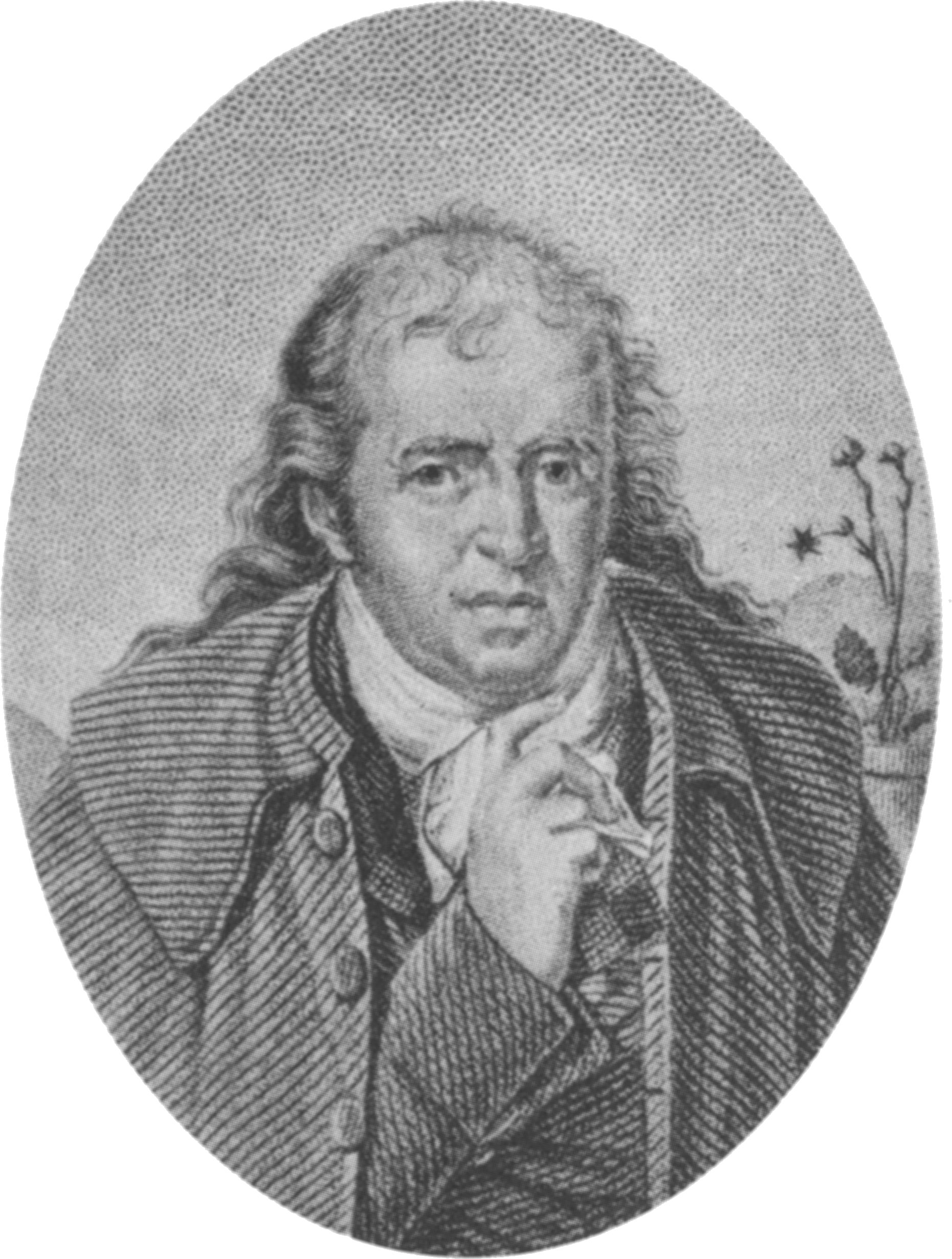
Antoine Nicolas Duchesne

Antoine Nicolas Duchesne (Versailles, 7 ottobre 1747 – Parigi, 18 febbraio 1827) è stato un botanico francese noto per la sua acuta osservazione della variazione all'interno delle specie e per aver dimostrato che le specie non sono immutabili, perché possono verificarsi mutazioni.

## Biografia
Antoine Nicolas Duchesne lavorò nei giardini di Versailles , dove fu allievo di Bernard de Jussieu e fu in corrispondenza con Carlo Linneo. Fu il primo a documentare la separazione dei sessi nelle fragole selvatiche e l'origine ibrida della fragola da giardino. Nel 1766 pubblicò Histoire naturelle des fraisiers.
Fu il primo a nominare correttamente le specie Cucurbita moschata (zucca profumata o aromatica) e Cucurbita maxima (zucca gigante), motivo per cui l'abbreviazione del suo autore " Duch. " è aggiunta ai nomi di entrambe le specie. 
Durante la Rivoluzione francese, divenne professore di storia naturale alla scuola di Seine-et-Oise. Concluse la sua carriera come censore al liceo di Versailles. 
A lui è dedicato il genere Duchesnea, piante della famiglia delle Rosacee dal portamento simile a quello delle fragole. 
L' abbreviazione standard dell'autore Duchesne viene utilizzata per indicare questa persona come autore quando si cita un nome botanico.

## Opere
- Manuel de botanique, contenant les propriétés des plantes utiles , 1764
- Essai sur l'histoire naturelle des courges , 46 pp. Panckoucke, Parigi 1786.
- Histoire naturelle des fraisiers contenant les vues d'économie réunies à la botanique et suivie de remarques particulières sur plusieurs points qui ont rapport à l'histoire naturelle générale , Didot jeune, Paris 1766.
- Le Jardinier prévoyant, contenant par forme de tableau, le rapport des opérations journalières avec le temps des récoltes successivis qu'elles préparent . 11 voll. PF Didot giovane, Parigi 1770-1781
- Sur laformation des jardins , Dorez, Parigi 1775.
- Le Porte-feuille des enfans, mélange intéressant d'animaux,fruits, fleurs, habillemens, plans, cartes et autres objets... . Mérigot jeune, Parigi, [nd, probabilmente 1784].
- Le Livret du ″Porte-feuille des enfans″, à l'usage des écoles... d'après la loi du 11 germinal an IV . Imprimerie de Gueffier, Parigi, an VI – 1797.
- Le Cicerone de Versailles, ou l'Indicateur des curiosités et des établissemens de cette ville... . J.-P. Jacob, Versailles, un XII — 1804; rivisto e ampliato nel 1815.